# Frejlev, Ålborgs kommun
Frejlev är en tätort i Ålborgs kommun i Region Nordjylland i Danmark. Tätorten har 3 191 invånare (2024). Den ligger på Jylland, cirka 8 kilometer sydväst om Ålborg.